# Bécs népessége

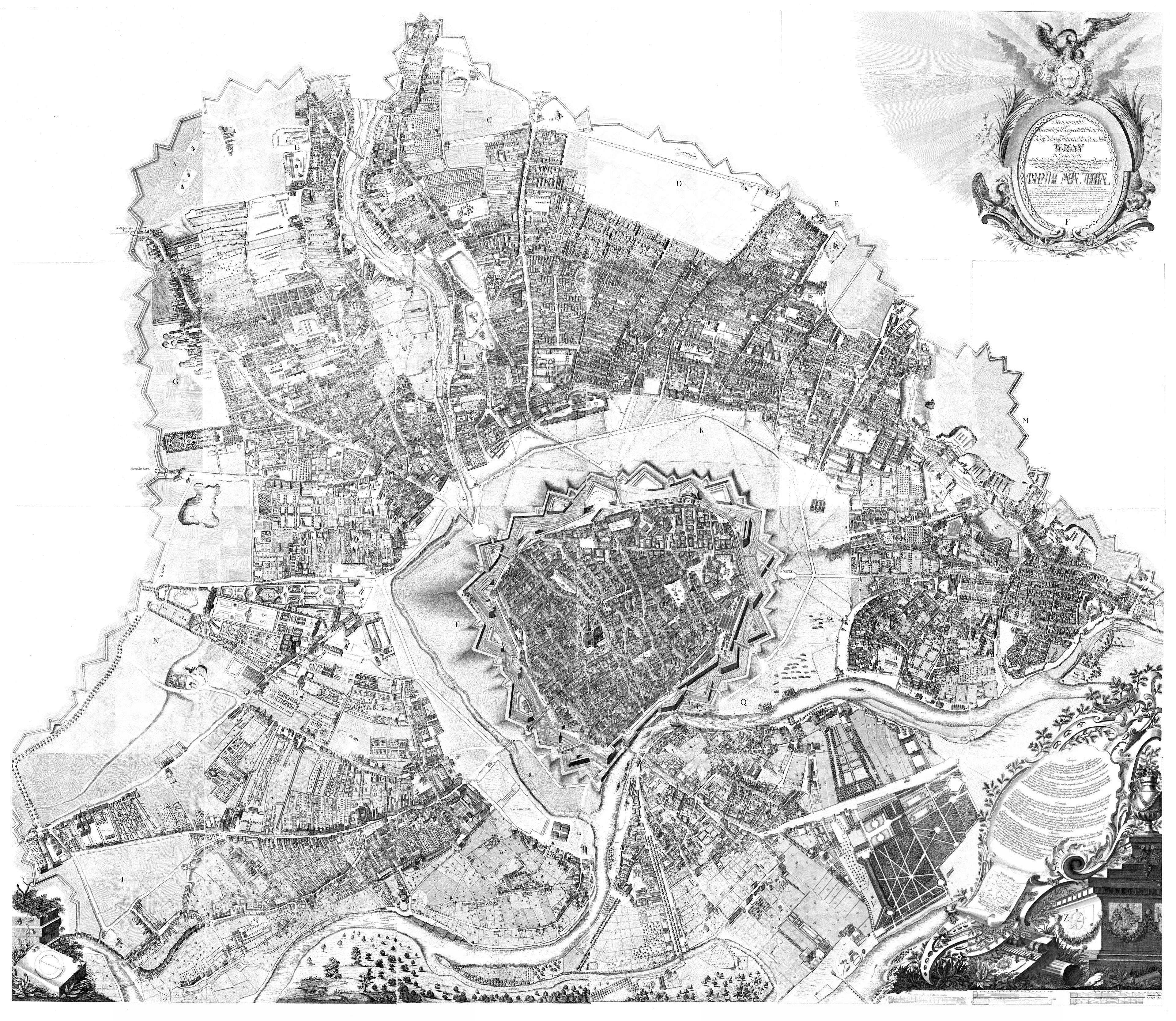
Bécs térképe (1770-es évek)

Bécs népessége 2012 első negyedévében 1 731 236 fő volt. 2003-as adatok alapján, az egy négyzetkilométerre jutó lakosok száma 3853 fő.
A népességszám alakulása növekvő tendenciát mutat, így az előzetes számítások alapján 2030 és 2050 között, 1910-hez hasonlóan, újra meghaladhatja a kétmilliós nagyságot.

## A népesség alakulása

### Népességkutatás

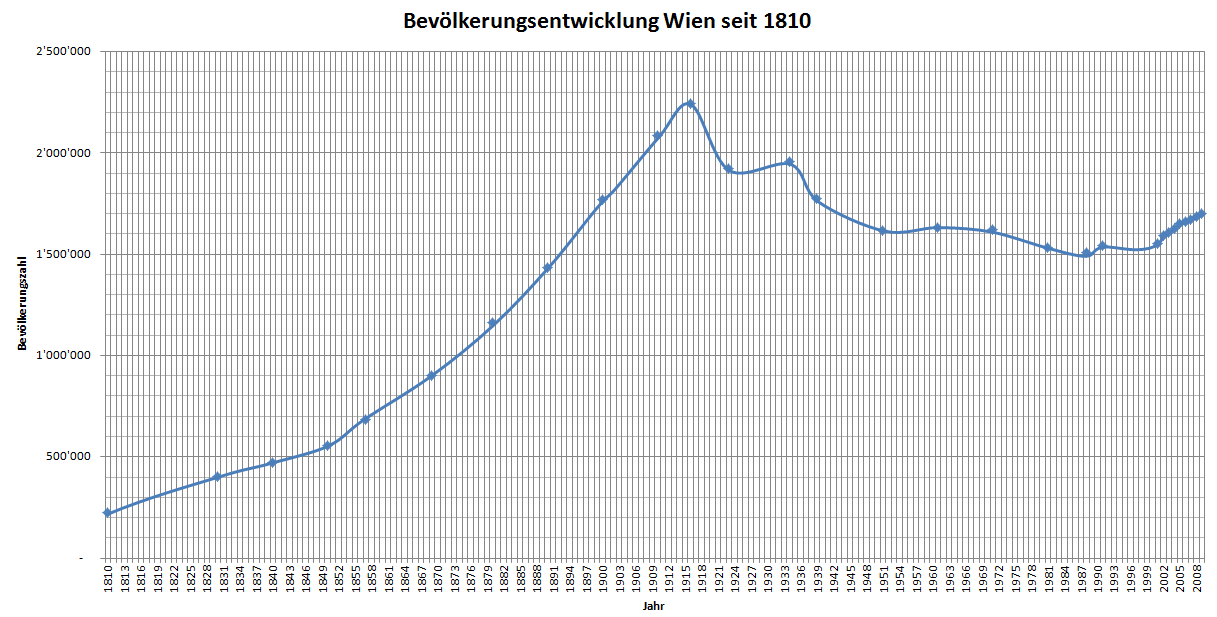
Bécs népességének alakulása 1810 óta

Az első, 1754-es népszámlálás előtti időkről csak kevés adat maradt fenn. A kutatók becslése szerint Bécs és elővárosai 1600 körül nagyjából 29 000 embernek adtak otthont, majd miután a császári rezidencia Prágából visszakerült az osztrák fővárosba a lakosság száma hirtelen növekedni kezdett. A 17. század közepére már 50 000, 1670/1680-ra 80 000 körülire, 1700-ra pedig 113 000 körülire nőtt a népesség.
Az 1. táblázat az Osztrák Statisztikai Hivatal adatait tartalmazza a város mai területére átszámítva. 1794/1795-ben a jelenlevő civil lakosság megszámlálása során (melyet egész Ausztriában 1857-ig alkalmaztak) első alkalommal közöltek külön Bécsre vonatkozó számadatokat. Előtte, 1810-ben és 1821-ben is Bécs népességét Alsó-Ausztriához adták hozzá. 1830 óta rendszeresek a Bécsre vonatkozó adatok, 1869 után pedig tízéves időközönként tartottak népszámlálásokat. Ezeken azonban 1923-ig továbbra is csak a jelenlevőket számolták meg, és csak 1934-től 1981-ig vették nyilvántartásba a helyben lakókat. Az 1982 és 2001 közötti adatok az évi átlag-lakosságszámot jelzik, melyet azonban visszamenőleg, 2002-ben határozták meg. 2002 óta a központi nyilvántartásban szereplő elsődleges lakcím alapján számlálják meg az állampolgárokat.

### Népességtörténet

#### 1918 előtt

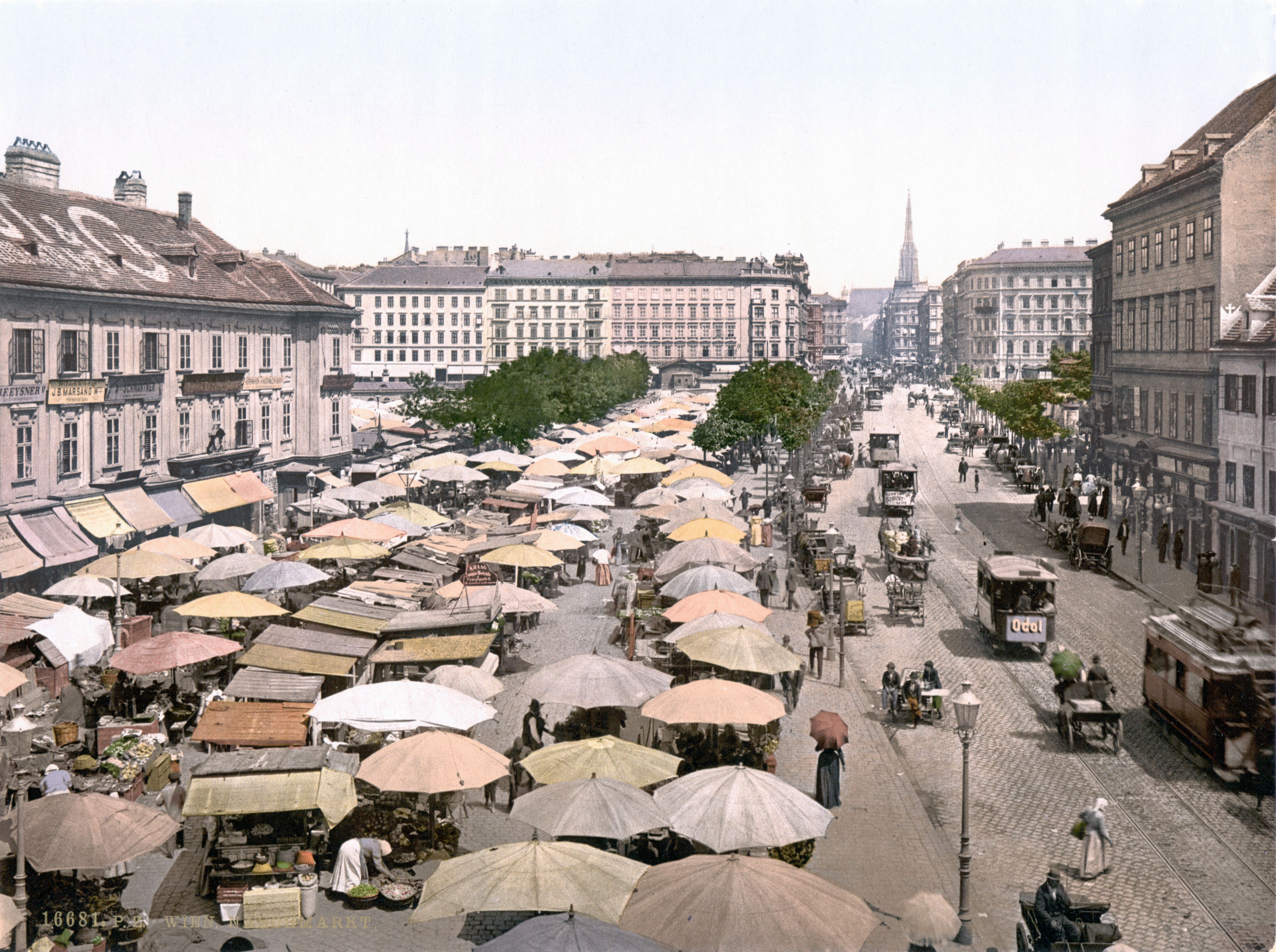
A Naschmarkt 1900 körül

Bécs már a 18. században szembesült egy nagyfokú népességáramlással, de a városba bevándorlók száma csak a 19. század közepére többszöröződött meg, amikor 1857 és 1869 között kb. 218 000 új lakó érkezett a fővárosba. A következő 11 évben a népesség több mint 261 000 fővel nőtt, melynek kb. kétharmada betelepülő volt, egyharmadát pedig a születési többletet alkotta. 1880-tól 1890-ig hasonló számú (267 000 fő) új lakóval gyarapodott a város, melynek 40%-a születési többlet volt.
Az 1890 és 1900 közötti időszakban 339 000 fővel nőtt a népesség száma, melynek majdnem 49%-a tulajdonítható a természetes szaporulatnak. A rohamos növekedés hátterében a beinduló iparosítás mellett Bécsnek az Osztrák–Magyar Monarchiában betöltött császárvárosi (fővárosi) szerepe állt. A többnemzetiségű császárság minden területéről érkeztek bevándorlók, így 22%-uk Csehországból, Morvaországból, Osztrák-Sziléziából, 15%-uk Alsó-Ausztriából és külföldről, és csak 4%-uk jött a mai Ausztria többi tartományából. A maradék pedig megoszlott a monarchia többi koronatartománya között. Az első világháború kitörése előtt körülbelül 2,1 millióan népesítették be a város, így Bécs a kor 10 legnépesebb városa közé tartozott. A Habsburg Birodalom felbomlásával Bécs már nem számított letelepedési célpontnak a koronatartományok nemzetiségei számára. A háborúban bécsi katonák tízezrei vesztették életüket, és több ezren tértek vissza szülőföldjükre, illetve az egykori tartományok helyén létrejött új államokba.

#### 1918–1945
Az első világháború után kb. 200 000 fővel kevesebb lakója lett a városnak. A két háború közötti időszakban mintegy 104 000 személy telepedett le a városban, ami az 1923 és 1934 közötti születési deficitet (87 000 fő) is kiegyenlítette. 1934-ben a város 1 935 881 lakóval rendelkezett. Az ezt követően csökkenő népességet 1938-ban, az Anschluss idején létrehozott Nagy-Béccsel (Gross-Wien) kompenzálták. Azonban 140 000 bécsi zsidó személynek el kellett hagynia az országot, illetve 60 000 személy pedig a háború alatti deportálások és zsidóüldözések során életét vesztette. Az egykor, főleg Leopoldstadt kerületben virágzó zsidó életből nem maradt semmi.

#### 1945 óta
A második világháború után újra lecsökkent a népesség (1 616 125 fő). Sok bécsi katona vesztette életét a harctéren, illetve nem tért vissza a hadifogságból. A város egyötöde a harcok alatt megsemmisült, és Bécs a szövetséges csapatok megszállása alá került. 1987-ig a népesség száma 1 484 885 főre csökkent, mely 1890 óta a legalacsonyabbnak számít. 1987 óta újra növekedés tapasztalható, mely nem az amúgy alacsony népességszaporulatnak, hanem a külföldről bevándorlóknak köszönhető. Az 1990-es években sok menekült érkezett az egykori Jugoszláviából, illetve a törökországi vendégmunkások száma is nőtt (a törökök mellett számos kurd telepedett le Bécsben). 1987-től 1994-ig 61 000 bevándorló érkezett a városba. Miután 1994 és 1998 között a népesség kis mértékben (5-6000 fővel) csökkent, 1998 és 2005 között újra gyarapodott (kb. 85 000 beköltöző).
A többnemzetiségű monarchia évei rányomták bélyegüket a városra, mely továbbra is olvasztótégelye a különböző származású, vallású és kultúrájú embereknek. Annak ellenére, hogy a városba érkezők leszármazottai mára asszimilálódtak, a szláv és magyar családnevek fennmaradtak. Olyan családneveket mint a Nowak, Dolezal, Navratil, Wewerka stb. mára tipikusan bécsinek tartanak, akárcsak a német Hofbauer, Maier, Haider stb. családneveket. Ezen családnevek viselői mára már ősbécsinek számítanak, és még a bécsi dialektust (Wienerisch) beszélik, mely több ófelnémet és középfelnémet, illetve jiddis kifejezésből áll. Ezt a fiatalabb generáció tagjai közül egyre kevesebben értik és használják. A 20. század végétől az eredeti bécsi dialektus mellett egyre nagyobb számban egy emeltebb bécsi nyelvjárást beszélnek.

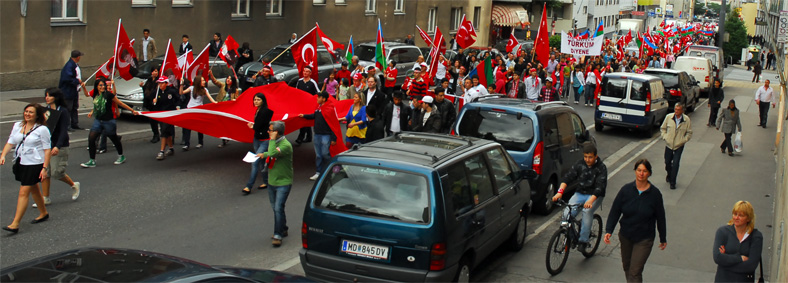
Az Ausztriai Török Nap felvonulói Bécsben

2009 elején kb. 1,69 millióan laktak Bécsben. A 2001-es népszámláláskor 1,55 millió lakosa volt a városnak, melyből 23,63% nem Ausztriában született, és 19,6%-a a lakosságnak nem osztrák állampolgár volt. Közel 48 000 személy török származású és 120 000-an származnak az egykori Jugoszlávia tagállamaiból. A horvátországi, boszniai, szerbiai és szlovéniai személyek a bevándorló népcsoportok 50%-át teszik ki, így a legnagyobb csoportnak számítanak az állampolgárságot és a születési országot tekintve is. Sokan származnak az egykori keleti blokk országaiból is: Lengyelország (kb. 25 000), Csehország (kb. 21 000), Magyarország (kb. 12 000), Románia (kb. 10 000). Ezen kívül kb. 26 000 német, 4000 olasz, 3000 amerikai, 2500 svájci és 12 000 más Európai Uniós országból származó személyt számoltak össze.
1990 óta, a közép-európai fővárosokat tekintve az élve születési arányszám Bécsben alakult a legkiegyenlítettebben. A mutató értéke 9,7 és 11,4 között volt. Ennek ellenére összességében a itt is mérséklődött a szülési hajlandóság. 2003-ban az 1000 lakosra jutó élve születések száma alig haladta meg a 10 főt.

### Előrejelzés
2000 óta közel 20 000 fővel nő évente Bécs lakossága. Az Osztrák Statisztikai Hivatal 2005 októberi jelentése alapján 2045-re Bécs népessége újra átlépi a kétmilliós határt. Ez a külföldről származók folyamatos beköltözésével és a születések számának növekedésével magyarázható. Előrejelzések szerint a kétmilliós határt akár 2030-ban is elérheti a város.
Bécs lakossága gyorsabban nő az ország egészéhez viszonyítva, mely leginkább a bevándorlásnak köszönhető: az országba letelepülő külföldiek 29%-a Bécset választja új otthonául.

## Népességszerkezet

### Nemi eloszlás
2012-es adatok szerint Bécs 1 731 236 lakosából 830 937 férfi és 900 299 nő.

### A népesség korösszetétele
1991-ben és 2004-ben a népesség korösszetétele a következőképpen oszlott meg:
2012-ben így alakult a népesség korösszetétele:

### Nyelv
Bécsben több nyelvcsoportot is őshonosként ismernek el, így az osztrák a cseh, magyar, szlovák, szintó és cigány anyanyelvű bécsieket is. Ezeknek a nyelveknek a jogi státuszuk hasonlóan szabályozott, mint Burgenlandban, ahol ugyancsak őshonosként vannak elkönyvelve.

### Nemzetiség és állampolgárság

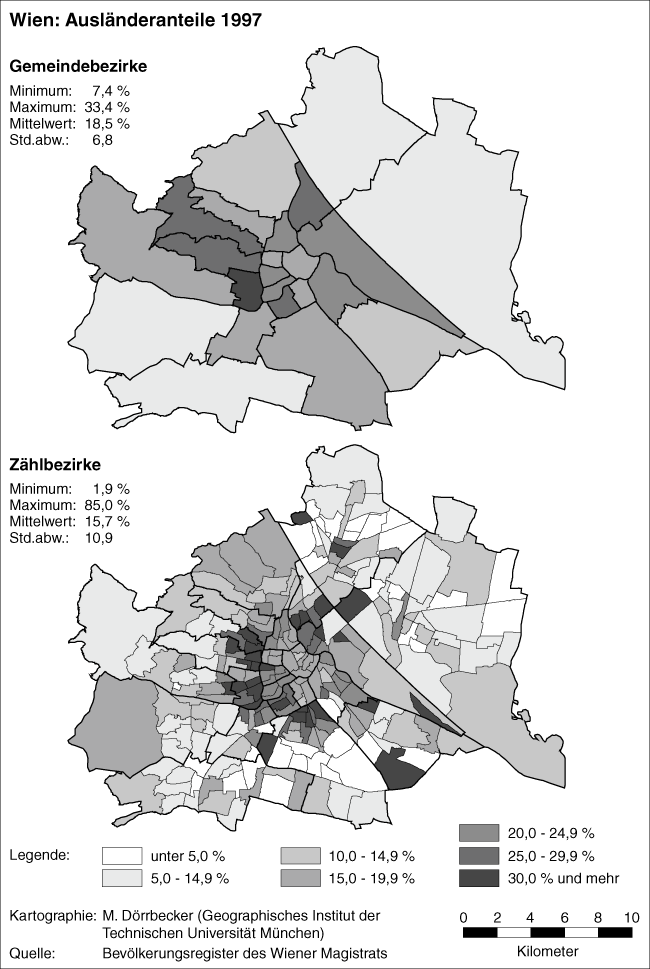
Külföldiek aránya Bécsben kerületenként (1997)

A 2001-es adatok szerint 1,55 millió lakosból 23,63% nem ausztriai születésű volt. Ugyanakkor 19,6%-a a lakosságnak nem osztrák állampolgár volt.
Bécsben 48 000 személy vallotta magát török származásúnak, 120 000-an pedig az egykori Jugoszlávia tagállamaiból származtak. A „jugoszlávok” (horvátországi, boszniai, szerbiai és szlovéniai betelepülők) a bevándorló népcsoportok 50%-át tették ki.
A többi etnikum létszáma:
- egykori keleti blokk országaiból származók: lengyelek (kb. 25 000), csehek (kb. 21 000), magyarok (kb. 12 000), románok (kb. 10 000)
- németek: kb. 26 000; olaszok: kb. 4000; amerikaiak: kb. 3000; svájciak: kb. 2500; más uniós országbeliek: kb. 12 000

2012-ben az 1 731 236 bécsi lakosból
- 1 344 860 osztrák,
- 73 231 szerb és montenegrói
- 44 256 török
- 34 285 német
- 29 573 lengyel
- 18 280 bosnyák
- 16 994 román
- 16 684 horvát
- 9577 magyar
- 3049 cseh

állampolgár volt. A népesség többi része más európai országokból, Afrikából (12 302), Ázsiából (37 603), Észak- és Dél-Amerikából (8307), illetve a Csendes-óceáni térségből (617) származik. Rajtuk kívül 1734 állampolgárság nélküli, 859 konfliktusövezetekből érkező és 8076 tisztázatlan eredetű személyt vettek nyilvántartásba.

### Vallás
| Felekezeti hovatartozás Ausztriában (1910–1934) (százalékban) Bécs Statisztikai Évkönyve (1937) alapján |           |                   |                        |               |               |               |                  |                 |              |                   |
| Év | Felekezet | Róm. kat.         | Gör. kat. és Örm. kat. | Ev.           | Ref.          | Ókat.         | Egyéb keresztény | Izr.            | Más          | Felekezet nélküli |
| 1910 | 2 031 498 | 1 763 471 (86,8%) | 3723 (0,2%)            | 64 709 (3,2%) | 11 122 (0,5%) | 1959 (0,1%)   | 5572 (0,3%)      | 175 294 (8,6%)  | 806 (< 0,1%) | 4765 (0,2%)       |
| 1923 | 1 865 780 | 1 518 330 (81,4%) | 2402 (0,1%)            | 79 843 (4,3%) | 8665 (0,5%)   | 14 911 (0,8%) | 5955 (0,3%)      | 201 513 (10,8%) | 1074 (0,1%)  | 33 087 (1,8%)     |
| 1934 | 1 874 130 | 1 475 744 (78,7%) | 2395 (0,1%)            | 99 792 (5,3%) | 10 629 (0,6%) | 27 786 (1,5%) | 4277 (0,2%)      | 176 034 (9,4%)  | 1567 (0,1%)  | 75 906 (4,1%)     |

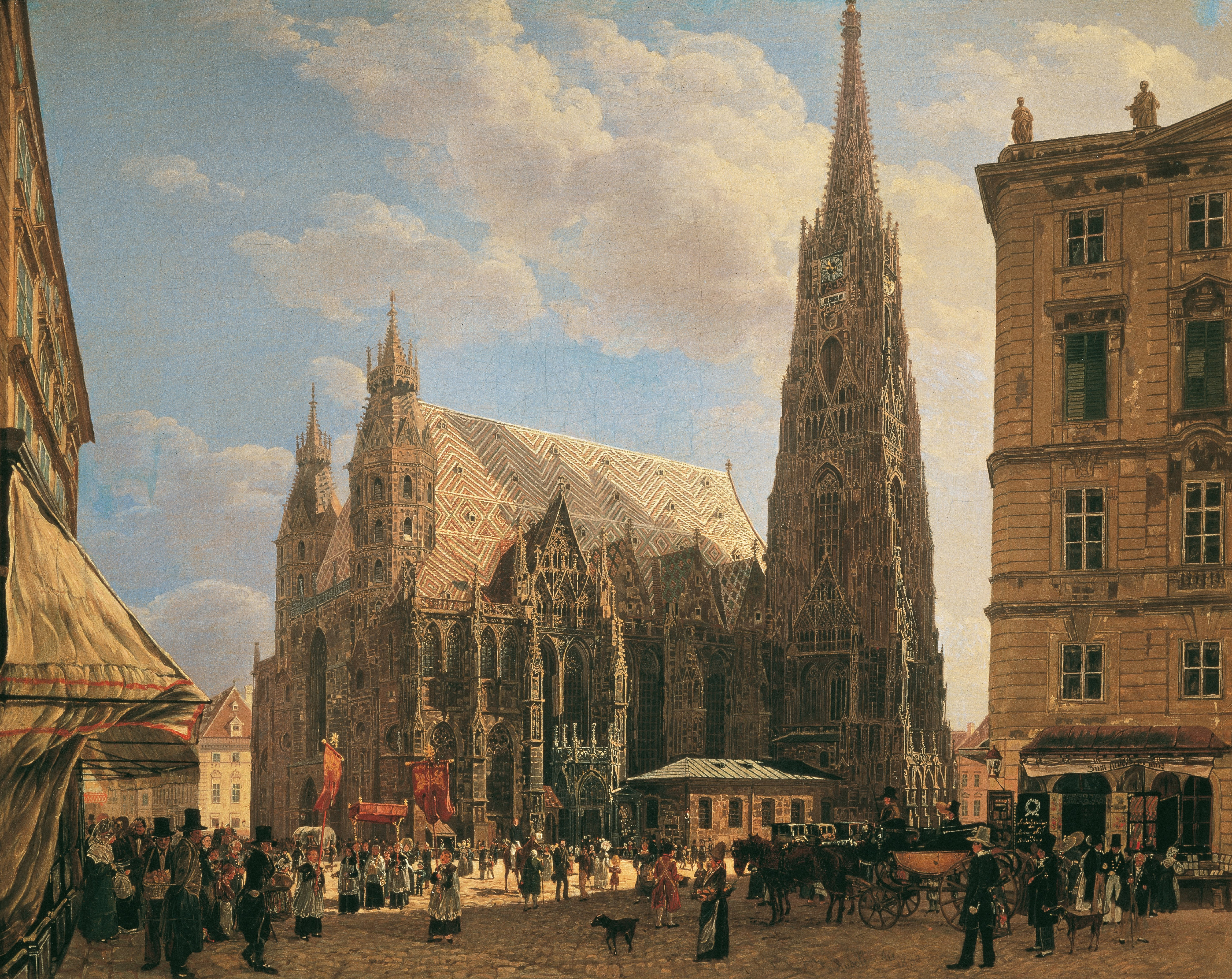
Rudolf von Alt: Stephansdom

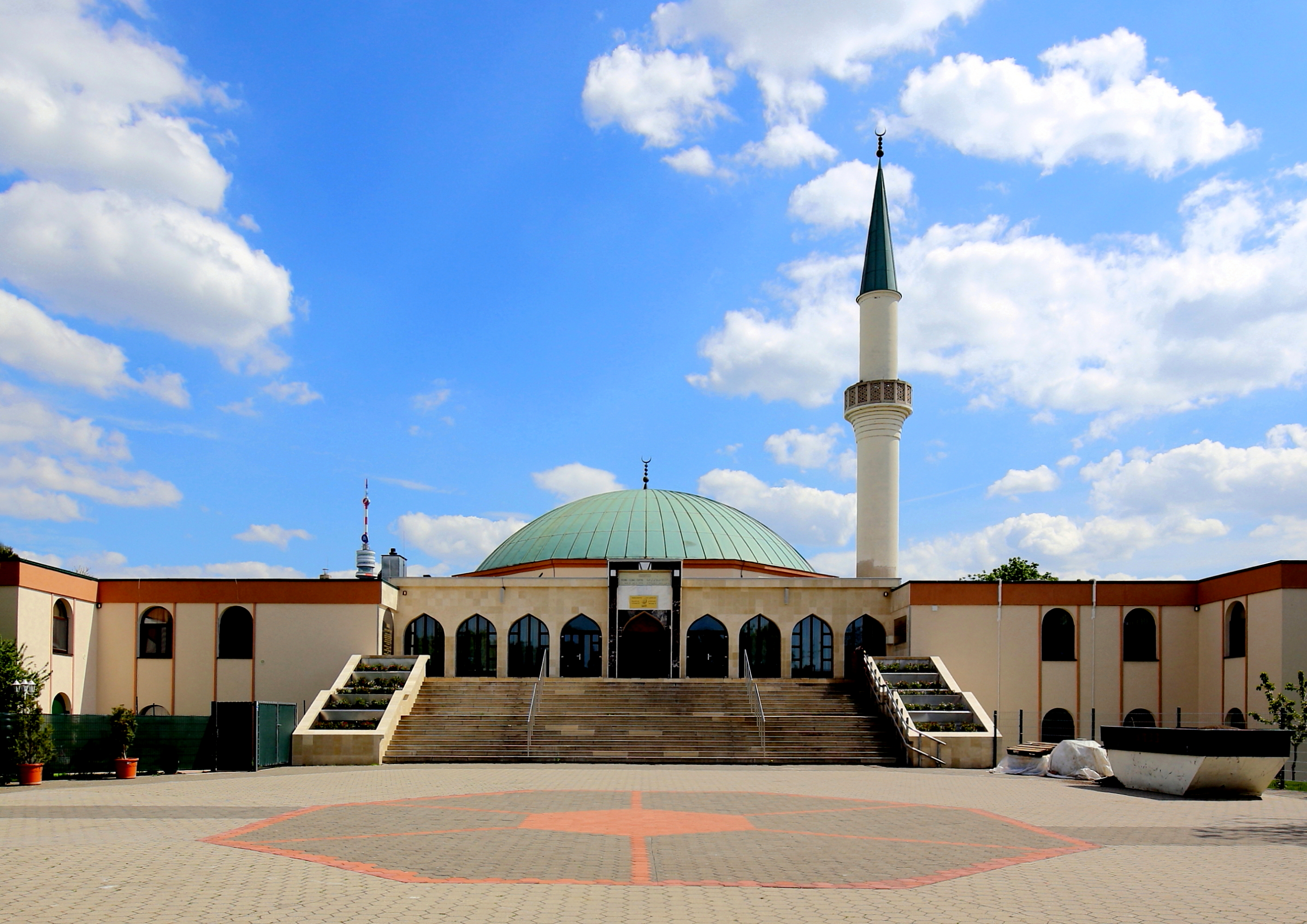
A Vienna Islamic Centre nevű mecset

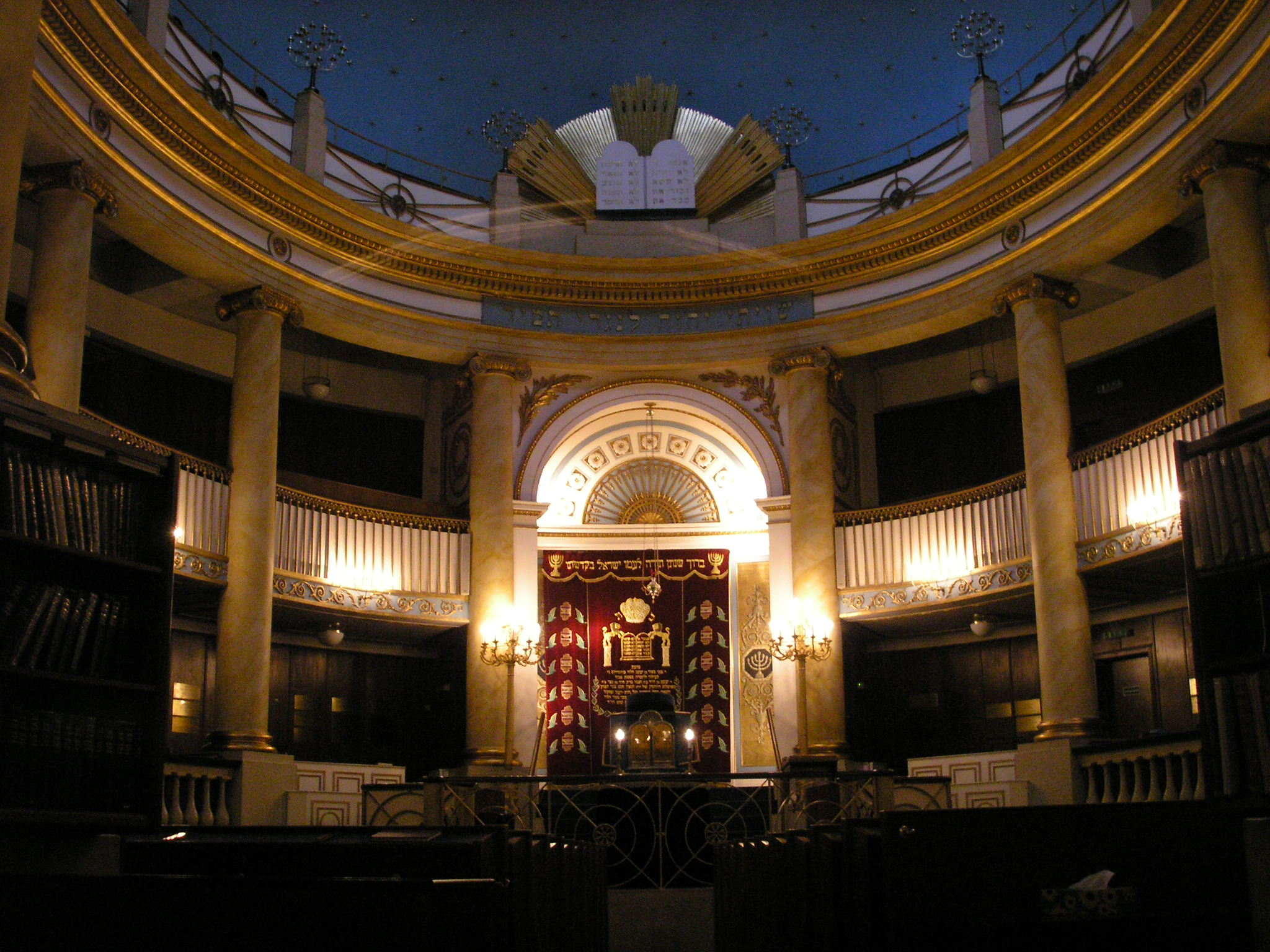
A Stadttempel, a legrégebbi bécsi zsinagóga

A város a Bécsi Érsekség székhelye, melynek elöljárója Christoph Schönborn bíboros. A Római katolikus egyház a legnépesebb felekezet Bécsben, ennek ellenére csökkenőben van híveinek száma. Míg 1961-ben 82% volt a katolikusok aránya, addig 2001-ben már csak 49% körül mozgott. 2001-ben a bécsiek 25,6%-a nem tartozott egyetlen felekezethez sem. A város második legnépesebb felekezete az iszlám közösség, melynek ausztriai vezetője Anas Schakfeh, ugyancsak Bécsben székel. Az utóbbi években számos muszlim érkezett Bécsbe, és 1912 óta ez a felekezet is elismert státust kapott (akkoriban a Habsburg Birodalomhoz tartozó bosnyákok voltak ezen a hiten). Az ortodox egyházak számítanak a harmadik legnagyobbnak a városban. Bécsben található az Osztrák Evangélikus Egyház székhelye, melynek püspöke Michael Bünker, illetve az Osztrák Református Egyház székhelye is, melynek elöljárója Thomas Hennefeld. A Bécsi Izraelita Hitközséget Ariel Muzicant elnök és Paul Chaim Eisenberg főrabbi vezeti. 1938-ig a bécsi hitközség Európa egyik legnagyobb ilyen közösseége volt, jelenleg 7000 tagot számlál.
A bécsiek felekezeti eloszlása a 2001-es népszámlálási adatok alapján:
| Római katolikus:      | 49,2% |
| Felekezet nélküli:    | 25,6% |
| muszlim:              | 07,8% |
| Ortodox:              | 06,0% |
| Evangélikus:          | 04,7% |
| Ókatolikus:           | 00,5% |
| Izraelita:            | 00,5% |
| Buddhista:            | 00,3% |
| Jehova tanúi:         | 00,3% |
| Egyéb keresztény:     | 00,6% |
| Egyéb nem keresztény: | 00,4% |
| Nem válaszol:         | 04,2% |

## Népességmozgás

### Bevándorlás
Amikor az 1840-es és 1850-es évek között megkezdődött Bécs iparosítása, megnőtt a városba érkezők száma, akik elsősorban Morvaországból és Csehországból jöttek, de számos magyar is letelepedett a birodalom fővárosában. Az 1867-es alaptörvény a különböző felekeztű állampolgároknak egyenlő jogokat biztosított. Így a birodalomban élő, korábban letelepedési joggal nem rendelkező zsidók tömegesen költöztek (elsősorban Galíciából) a városba. Ez a bevándorlás az első világháború alatt, Galícia egyes részeinek orosz megszállása alatt csúcsosodott ki. 1918-ra a zsidók mellett a bécsi csehek száma is meghaladta a 200 000 főt. 1900 körül a bécsi polgárok 25%-a a mai Csehország területén született, és csak 4% származott a monarchia alpesi területeiről. Részben ez a körülmény határozta meg az első Osztrák Köztársaságban Bécs és a tartományok közötti ellentétet.
Egy újabb bevándorlási hullám az 1990-es évektől érezhető, amikor újabb bevándorlók érkeztek, mindenekelőtt a volt jugoszláv tagállamok és Törökország állampolgárai és a többi osztrák tartományból származó fiatalok és diákok. Az ezredfordulón már sokkal változatosabb volt a bevándorlók összetétele. Sokkal kevesebben érkeztek a Balkánról és Törökországból, ellenben megnőtt az afrikai országokból származó menekültek, illetve az Oroszországból és a Kaukázusi régióból bevándorlók száma.

### Kivándorlás
A monarchia bukása után az 1930-as években 130–140 000 zsidó kényszerült menekülésre, és 60–70 000-re tehető az Bécsben meggyilkoltak száma.
Az 1950-es években a városi agglomeráció és Bécs között eltérő költözési divatok voltak észlelhetőek. Egyrészt az egész régióra jellemző volt születésszám csökkenése, másrészt a beköltözés legtöbb esetben megóvta a fővárost és elővárosait egy népességbeli visszaeséstől. A legtöbb elővárosban szabályszerű építkezési láz tört ki az újonnan érkezettek miatt. A város déli részén fejlődő ipari területek is a beköltözést ösztönözték, de az utóbbi években egyre több bécsi költözik ki a főváros külső, parkos övezeteibe, illetve a környező településekre. Ennek köszönhetően alakult ki Bécs körül az úgynevezett Speckgürtel (magyarul:„szalonna öv”), ami folyamatosan vonzza Alsó-Ausztria csökkenő népességű vidékeiről (Waidhofen an der Thaya, Zwettl, Gmünd) a betelepülőket, illetve a nagyvárosból kiköltözőket.
Ennek egyik oka Alsó-Ausztria északi vidékeinek kedvezőtlen munkapiaci körülményei, másrészt a bécsi családok azon igénye, hogy zöldövezetben, nyugodt környezetben legyen ingatlanuk. Ez a trend az 1980-as években egyes településrészeken jobban felerősödött, amit az ingázás idejének csökkenése is kedvezően befolyásolt.
A népességmozgás lényegében a jelentősebb közlekedési tengelyek (Westbahn és Südbahn vasúti vonalak, illetve a Westautobahn (A1), Südautobahn (A2), Ostautobahn (A4) és Donauuferautobahn (A22) autópályák) közelében fekvő Bécs környéki településekre korlátozódott. A Nordautobahn (A5), illetve további vasúti és közúti projektek befejezésével, Bécs környékének északi és keleti részei is előnyösebben kapcsolódnak majd a fővároshoz, ami az ottani települések népsűrűségének növekedését eredményezheti. Az Alsó-ausztriai Tartományi Kormány statisztikai hivatala több település számára is 5%-os (Schwechat, Klosterneuburg, Gerasdorf bei Wien, Purkersdorf), 4,9%-os (Tulln an der Donau, Baden bei Wien), illetve 5,5%-os (Korneuburg) növekedést jósolt 2005 és 2010 között. Az előrejelzés szerint az A5-ös közelében fekvő alsó-ausztriai kerületek (Gänserndorf, Mistelbach és Hollabrunn) is jelentős népességnövekedéssel számolhatnak az autópálya megépülése után.
Az utóbbi évtizedek letelepedési mozgásai, melyek jelenleg is folyamatban vannak, nagy gondot okoznak a főváros egyes bejáratainál, ahol az ingázók miatt a közlekedés nehézkessé válik. Annak ellenére, hogy a déli külvárosokban sok munkalehetőég van, sokan Bécsbe járnak dolgozni. (Lásd ingázók adatait a 3. táblázaton!)
A Bécs környéki területek népességalakulását az utóbbi évtizedekben stagnáló vagy csökkenő születési arány, illetve folyamatos vagy növekvő bevándorlási arány jellemzi. A második világháború után a legtöbb környékbeli településen a lakosságszám hirtelen és folyamatos ütemben nőni kezdett. Az 1970-es és 1980-as évekig a nagymértékű születési hiány csak néhány helyen (pl. Schwechat) okozott stagnálást vagy gyenge növekedést.
A 3. táblázat az 1951 és 1981 közötti népességnövekedést mutatja a Bécs környéki településeken. Az 1981 és 2001 közötti időszakhoz a bevándorlási és a születési mérleg is hozzá van adva. Ebből kiderül, hogy a sok településen a növekedésre az 1980-as években került sor, és ez részben a Bécsből jövő bevándorlásnak (kiköltözésnek) köszönhető. A táblázatban megfigyelhető, hogy 1951 és 1981 között Klosterneuburg népessége visszaesett, és csak azután tapasztalható növekedés, illetve az is, hogy Maria Enzersdorf 1951-hez viszonyítva kétszer akkora lakosságszámmal rendelkezik, de 1981-hez képest 10%-os csökkenés észlelhető, ami a Bécs környéki települések között ritka kivételnek számít.
Feltűnő, hogy saját népességükhöz és a többi településhez viszonyítva Klosterneuburg, Mödling, de Pressbaum is nagymértékű születési hiányt mutat, ami magasabb átlagéletkornak és a kevés fiatal családnak tudható be. Egy különleges kivétel a többihez képest Wiener Neudorf esete, mely 1981 és 2001 között – a Bécs környéki települések közül egyedüliként – egyszerre rendelkezett magas születési aránnyal és jelentős beköltözővel. Ezen kívül itt a második legalacsonyabb (38,8%) az ingázók aránya. Általánosságban a Bécsbe ingázók aránya a déli elővárosokban (pl. Brunn am Gebirge, Wiener Neudorf) alacsonyabb mint a nyugatiakban vagy északiakban (Gerasdorf, Purkersdorf), ami a fővárostól délre eső gazdag munkahelykínálat miatt alakult így.
| 3. táblázat Népességnövekedés, bevándorlási- és születési mérleg a Bécs környékén Népességnövekedés szerint rendezve 1981-től |                           |                     |               |                     |                         |                       |                |
| Távolság km-ben | Település                 | Nép. növ. 1981-2001 | Népesség 2001 | Nép. növ. 1951-2001 | Bevánd. mérleg 1981 óta | Szül. mérleg 1981 óta | Bécsbe ingázók |
| 30,0 | Gänserndorf               | +61%                | 7928          | +130%               | +3031                   | −19                   | 50,7%          |
| 12,0 | Gerasdorf                 | +56%                | 8231          | +137%               | + 3068                  | −116                  | 73,0%          |
| 14,5 | Biedermannsdorf           | +56%                | 2904          | +153%               | +698                    | +347                  | 47,1%          |
| 14,5 | Purkersdorf               | +51%                | 7762          | +48%                | +2359                   | +256                  | 64,9%          |
| 15,5 | Gablitz                   | +48%                | 4393          | +113%               | +1722                   | −291                  | 64,8%          |
| 15,5 | Laxenburg                 | +47%                | 2736          | +134%               | +1019                   | −144                  | 43,3%          |
| 18,0 | Breitenfurt bei Wien      | +46%                | 5323          | +228%               | +1961                   | −279                  | 61,9%          |
| 14,5 | Groß-Enzersdorf           | +42%                | 8128          | +66%                | +2170                   | +227                  | 63,1%          |
| 24,5 | Strasshof an der Nordbahn | +41%                | 6993          | +59%                | +2136                   | −116                  | 65,1%          |
| 17,5 | Guntramsdorf              | +38%                | 8421          | +55%                | +2325                   | +6                    | 35,9%          |
| 18,0 | Deutsch-Wagram            | +36%                | 6808          | +70%                | +1646                   | +141                  | 62,8%          |
| 12,5 | Bisamberg                 | +36%                | 4001          | +124%               | +1029                   | +38                   | 58,6%          |
| 11,0 | Langenzersdorf            | +35%                | 7261          | +54%                | +2031                   | −158                  | 68,1%          |
| 10,0 | Vösendorf                 | +32%                | 4899          | +44%                | +1454                   | −258                  | 54,6%          |
| 23,0 | Wolkersdorf               | +22%                | 6993          | +35%                | +1319                   | −190                  | 51,2%          |
| 14,5 | Korneuburg                | +21%                | 11 032        | +40%                | +2188                   | −268                  | 47,8%          |
| 21,0 | Pressbaum                 | +19%                | 5834          | +33%                | +1712                   | −777                  | 57,4%          |
| 14,5 | Brunn am Gebirge          | +18%                | 9422          | +60%                | +1714                   | −267                  | 48,1%          |
| 16,5 | Kaltenleutgeben           | +17%                | 2998          | +130%               | +367                    | +79                   | 57,9%          |
| 14,5 | Himberg                   | +9%                 | 5423          | +40%                | +1048                   | −606                  | 44,2%          |
| 11,5 | Klosterneuburg            | +8%                 | 24 797        | +6%                 | +5955                   | −4.133                | 57,9%          |
| 15,5 | Mödling                   | +6%                 | 20 405        | +18%                | +3.337                  | −2208                 | 40,5%          |
| 15,0 | Wiener Neudorf            | +6%                 | 8428          | +217%               | −164                    | +659                  | 38,8%          |
| 13,0 | Perchtoldsdorf            | +4%                 | 13 998        | +26%                | +1538                   | −991                  | 57,5%          |
| 11,0 | Schwechat                 | +3%                 | 15 456        | +15%                | +880                    | −428                  | 46,2%          |
| 17,5 | Hinterbrühl               | +1%                 | 4020          | +25%                | +451                    | −420                  | 42,2%          |
| 15,0 | Maria Enzersdorf          | −10%                | 8202          | +103%               | −610                    | −336                  | 46,6%          |

 Magyarázat: Távolság km-ben = Bécs központjától való távolság légvonalban, Nép. növ. = Népesség növekedése, Szül. mérleg = Születési mérleg, Bevánd. mérleg = Bevándorlási mérleg; Bécsbe ingázók = Bécsbe ingázók aránya a munkaképes lakosság egészében

## Népességeloszlás

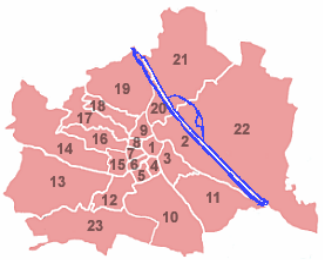
Bécs jelenlegi kerületei

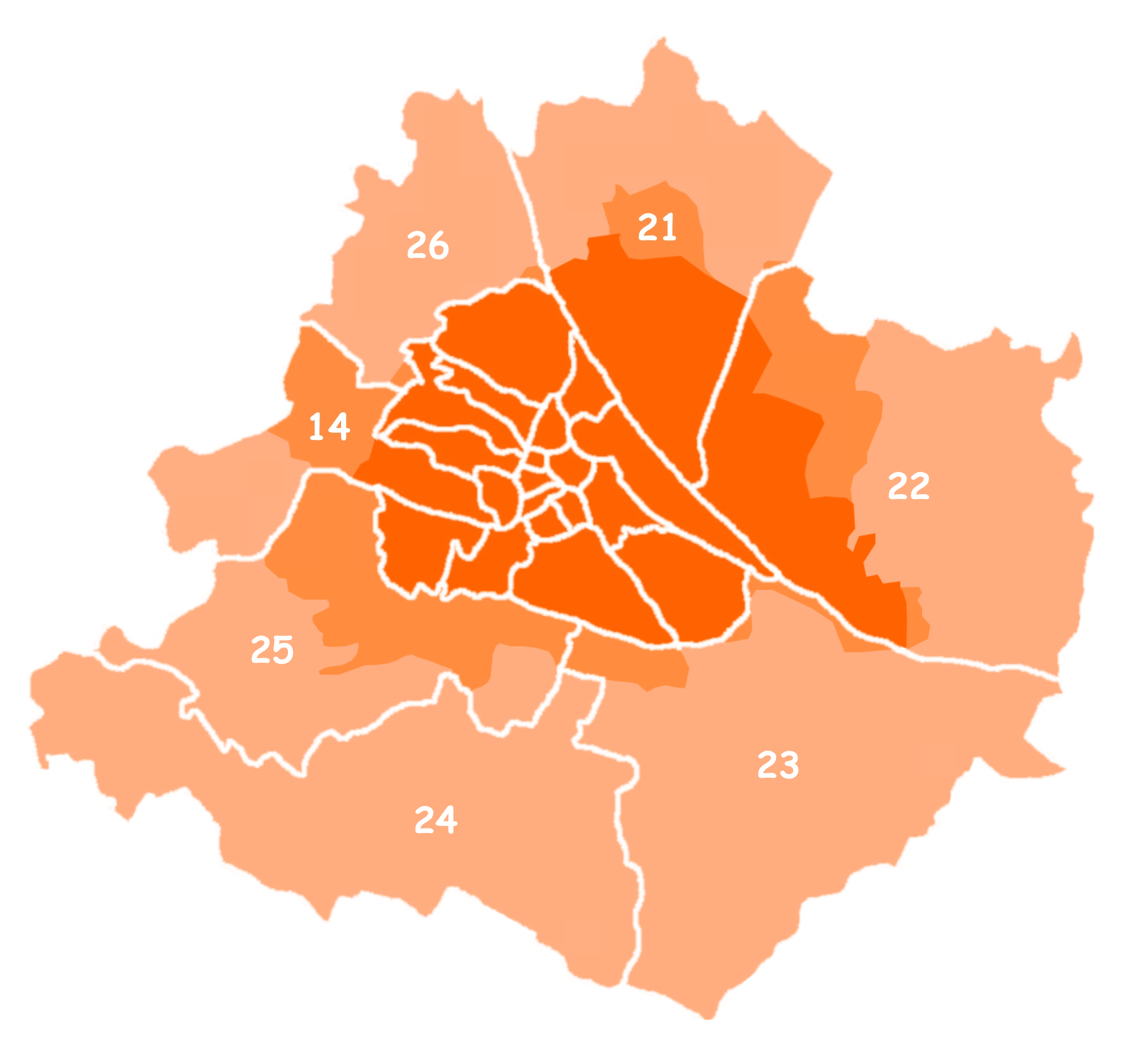
Nagy-Bécs térképe:
- városterület 1938-ig
- 1954 után Bécsnél maradt területek
- 1954-ben leválasztott területek

Bécset 23 kerület alkotja. A történelmi Óváros (Altstadt), mely az I. kerület nagy részét alkotja, az 1848-as forradalom évében még egyenlő volt magával a várossal. Ferenc József császársága alatt, 1850-ben, 1890-1892-ben és 1904-ben három nagy városbővítésre került sor. 1850-ben a Linienwallon belül eső elővárosokat 2-től 8-ig (a 4. kerület feloszlását követően pedig 9-ig) számozva Bécshez csatlakoztatták. Az 1890-es, 1892. január 1-jén érvénybe lépő határozat után a Duna nyugati partján elterülő külső kerületek, melyek némelyike már várossá fejlődött, a főváros részévé váltak. Ezzel Bécs kerületeinek száma 19-re nőtt. 1900-ban a 2. kerület északi részéből létrehozták a 20. kerületet. A harmadik nagy bővítés 1904-ben következett be, amikor a keleti Duna-parton, Floridsdorf és Kagran közelében kiterjedt területeket csatoltak a városhoz, így létrehozva 21. kerületet. Az új városhatárok egészen 1938-ig fennmaradtak.
Ausztria Németországhoz csatolása után a város területe megnégyszereződött, amikor létrehozták Nagy-Bécset (Groß-Wien). Ezt a bővítést 1946-ban részlegesen visszavonták (ez a döntés 1954-ben lépett életbe). Stammersdorf, Eßling, Unterlaa, Oberlaa, a mai 23. kerület települései (Liesing), Lainzer Tiergarten és Hadersdorf-Weidlingau azonban Bécs fennhatósága alatt maradtak. A folyó bal oldalán levő területeket a 21. és 22. kerületek között osztották fel. 1954 óta a város határai változatlanok maradtak.
Számos kerület megtartotta az egykori önálló falvak nevét, melyek nagy része jelenleg Grätzl-ként (kisebb lakótömb, negyed) maradt fenn. Számos egykori falu és település már nem létezik. A kerületek kialakításakor igyekeztek a határokat fontosabb útvonalak, folyóvizek mentén meghúzni, még akkor is, ha ezáltal egykori településeket osztottak ketté. A központi kerületeket (1. és 3-tól 9-ig) a Gürtel határolja el a külső kerületektől. A Duna-csatorna (Donaukanal) és a Duna a 2. és a 20, kerületeket választja el az összes többitől; a 21. és a 22. kerületek pedig az egyedüliek, melyek a folyó bal oldalán terülnek el. A Wien folyó egész bécsi szakasza is kerülethatárként szolgál.
Bécs kerületei:
| Nr. | Kerület              | Címer                | Kerület részei | Területe (hektár) | Népesség (2011 első negyedévében) | Népsűrűség (fő/km²) | Foglalkoztatottak (2001) |
| --- | -------------------- | -------------------- | --- | ----------------- | --------------------------------- | ------------------- | ------------------------ |
| 01  | Innere Stadt         | Innere Stadt         | — | 301               | 16 854                            | 5 599               | 100 745                  |
| 02  | Leopoldstadt         | Leopoldstadt         | Jägerzeile Leopoldstadt Zwischenbrücken | 1 927             | 96 016                            | 4 983               | 47 316                   |
| 03  | Landstraße           | Landstraße           | Landstraße Erdberg Weißgerber | 739               | 85 045                            | 11 508              | 67 812                   |
| 04  | Wieden               | Wieden               | Hungelbrunn Schaumburgergrund Wieden | 180               | 30 943                            | 17 191              | 24 971                   |
| 05  | Margareten           | Margareten           | Hundsturm Laurenzergrund Margareten Matzleinsdorf Nikolsdorf Reinprechtsdorf                                                                                                 | 203               | 53 178                            | 26 196              | 14 964                   |
| 06  | Mariahilf            | Mariahilf            | Gumpendorf Laimgrube Magdalenengrund Mariahilf Windmühle | 148               | 29 623                            | 20 016              | 21 906                   |
| 07  | Neubau               | Neubau               | Altlerchenfeld Neubau Sankt Ulrich Schottenfeld Spittelberg Az egykori elővárosoknak, Mariahilfnek, Laimgrube-nek és Altlerchenfeldnek egyes részei is Neubau-hoz tartoznak. | 161               | 30 392                            | 18 877              | 25 743                   |
| 08  | Josefstadt           | Josefstadt           | Alservorstadt Altlerchenfeld Breitenfeld Josefstadt Strozzigrund | 108               | 23 747                            | 21 988              | 14 135                   |
| 09  | Alsergrund           | Alsergrund           | Alservorstadt Althangrund Himmelpfortgrund Lichtental Michelbeuern Rossau Thurygrund                                                                                         | 299               | 39 688                            | 13 274              | 54 948                   |
| 10  | Favoriten            | Favoriten            | Favoriten Inzersdorf-Stadt Oberlaa Rothneusiedl Unterlaa | 3 180             | 177 215                           | 5 573               | 56 849                   |
| 11  | Simmering            | Simmering            | Albern Kaiserebersdorf Simmering | 2 327             | 90 712                            | 3 898               | 30 798                   |
| 12  | Meidling             | Meidling             | Altmannsdorf Gaudenzdorf Hetzendorf Obermeidling Untermeidling | 816               | 88 579                            | 10 855              | 30 157                   |
| 13  | Hietzing             | Hietzing             | Hietzing Unter-St.-Veit Ober-St.-Veit Hacking Lainz Speising | 3 770             | 51 292                            | 1 361               | 23 743                   |
| 14  | Penzing              | Penzing              | Baumgarten Breitensee Hadersdorf-Weidlingau Hütteldorf Penzing | 3 382             | 84 933                            | 2 511               | 25 960                   |
| 15  | Rudolfsheim-Fünfhaus | Rudolfsheim-Fünfhaus | Rudolfsheim Fünfhaus Sechshaus | 386               | 72 021                            | 18 658              | 28 219                   |
| 16  | Ottakring            | Ottakring            | Neulerchenfeld Ottakring | 865               | 95 386                            | 11 027              | 25 757                   |
| 17  | Hernals              | Hernals              | Hernals Dornbach Neuwaldegg | 1 135             | 52 913                            | 4 662               | 14 477                   |
| 18  | Währing              | Währing              | Gersthof Pötzleinsdorf Währing Weinhaus | 628               | 48 013                            | 7 645               | 13 972                   |
| 19  | Döbling              | Döbling              | Grinzing Heiligenstadt Josefsdorf Kahlenbergerdorf Neustift am Walde Nussdorf Oberdöbling Salmannsdorf Sievering Unterdöbling                                                | 2 490             | 68 820                            | 2 764               | 26 665                   |
| 20  | Brigittenau          | Brigittenau          | Brigittenau Zwischenbrücken | 567               | 83 607                            | 14 746              | 21 729                   |
| 21  | Floridsdorf          | Floridsdorf          | Donaufeld Floridsdorf Großjedlersdorf Jedlesee Leopoldau Stammersdorf Strebersdorf                                                                                           | 4 452             | 142 603                           | 3 203               | 48 062                   |
| 22  | Donaustadt           | Donaustadt           | Aspern Breitenlee Essling Hirschstetten Kagran Kaisermühlen Stadlau Süßenbrunn                                                                                               | 10 229            | 158 933                           | 1 554               | 44 420                   |
| 23  | Liesing              |                      | Atzgersdorf Erlaa Inzersdorf Kalksburg Liesing Mauer Rodaun Siebenhirten | 3 202             | 93 629                            | 2 924               | 55 759                   |
|     | Bécs                 | Wien                 | — | 41 495            | 1 714 142                         | 4 131               | 821 458                  |

## Fordítás
- Ez a szócikk részben vagy egészben  a   Demografie Wiens című német Wikipédia-szócikk ezen változatának fordításán alapul.  Az eredeti cikk szerkesztőit annak laptörténete sorolja fel. Ez a jelzés csupán a megfogalmazás eredetét és a szerzői jogokat jelzi, nem szolgál a cikkben szereplő információk forrásmegjelöléseként.